# Nazem Kadri
Pour les articles homonymes, voir Kadri.
Nazem Kadri (né le 6 octobre 1990 à London, en Ontario, Canada) est un joueur professionnel canadien de hockey sur glace.

## Carrière de joueur
Il commença sa carrière junior avec les Rangers de Kitchener avec lesquels il participa à la Coupe Memorial en 2008. Il fut ensuite acquis par les Knights de London. 
Il fut sélectionné au septième rang au total par les Maple Leafs de Toronto lors du repêchage LNH 2009. Nazem Kadri est le quatrième joueur repêché dans la LNH dont le père et la mère sont d'origines libanaises. Il participe avec l'équipe LHO à la Super Serie Subway en 2009. Le 19 mars 2011, il marque son premier but en carrière dans la ligue nationale contre les Bruins de Boston. 
Le 5 juillet 2015, il signe un nouveau contrat avec les Maple Leafs pour une saison à un salaire de 4,1 millions $. Le 13 avril 2016, il obtient une prolongation de contrat de 6 ans avec Toronto. 
Le 1er juillet 2019, il est échangé à l'Avalanche du Colorado avec Calle Rosen et un choix de 3e ronde en 2020 en retour du défenseur Tyson Barrie, de l'attaquant Alexander Kerfoot et d'un choix de 6e tour en 2020.
Il remporte la coupe Stanley en 2022 avec l'Avalanche, en marquant l’un des buts les plus importants de sa carrière contre le Lightning de Tampa Bay, en prolongation lors du quatrième match de la série. 
Après avoir disputé 3 saisons avec l'Avalanche, il devient agent libre sans compensation, le 13 juillet 2022. Un mois plus tard, le 18 août, il signe un contrat de 7 ans avec les Flames de Calgary.

## Statistiques
Pour les significations des abréviations, voir statistiques du hockey sur glace. 

### En club
| Saison     | Équipe                 | Ligue          |     | Saison régulière | Saison régulière | Saison régulière | Saison régulière | Saison régulière |    | Séries éliminatoires | Séries éliminatoires | Séries éliminatoires | Séries éliminatoires | Séries éliminatoires |
| Saison     | Équipe                 | Ligue          | PJ  | B                | A                | Pts              | Pun              | PJ               | B  | A                    | Pts                  | Pun                  |                      |                      |
| 2006-2007  | Rangers de Kitchener   | LHO            | 62  | 7                | 15               | 22               | 30               | 9                | 0  | 2                    | 2                    | 4                    |                      |                      |
| 2007-2008  | Rangers de Kitchener   | LHO            | 68  | 25               | 40               | 65               | 57               | 20               | 9  | 17                   | 26                   | 26                   |                      |                      |
| 2007-2008  | Rangers de Kitchener   | Coupe Memorial | -   | -                | -                | -                | -                | 5                | 1  | 3                    | 4                    | 0                    |                      |                      |
| 2008-2009  | Knights de London      | LHO            | 56  | 25               | 53               | 78               | 31               | 14               | 9  | 12                   | 21                   | 22                   |                      |                      |
| 2009-2010  | Knights de London      | LHO            | 56  | 35               | 58               | 93               | 105              | 12               | 9  | 18                   | 27                   | 26                   |                      |                      |
| 2009-2010  | Maple Leafs de Toronto | LNH            | 1   | 0                | 0                | 0                | 0                | -                | -  | -                    | -                    | -                    |                      |                      |
| 2010-2011  | Maple Leafs de Toronto | LNH            | 29  | 3                | 9                | 12               | 8                | -                | -  | -                    | -                    | -                    |                      |                      |
| 2010-2011  | Marlies de Toronto     | LAH            | 44  | 17               | 24               | 41               | 62               | -                | -  | -                    | -                    | -                    |                      |                      |
| 2011-2012  | Maple Leafs de Toronto | LNH            | 21  | 5                | 2                | 7                | 8                | -                | -  | -                    | -                    | -                    |                      |                      |
| 2011-2012  | Marlies de Toronto     | LAH            | 48  | 18               | 22               | 40               | 39               | 11               | 3  | 7                    | 10                   | 6                    |                      |                      |
| 2012-2013  | Marlies de Toronto     | LAH            | 27  | 8                | 18               | 26               | 26               | -                | -  | -                    | -                    | -                    |                      |                      |
| 2012-2013  | Maple Leafs de Toronto | LNH            | 48  | 18               | 26               | 44               | 23               | 7                | 1  | 3                    | 4                    | 10                   |                      |                      |
| 2013-2014  | Maple Leafs de Toronto | LNH            | 78  | 20               | 30               | 50               | 67               | -                | -  | -                    | -                    | -                    |                      |                      |
| 2014-2015  | Maple Leafs de Toronto | LNH            | 73  | 18               | 21               | 39               | 28               | -                | -  | -                    | -                    | -                    |                      |                      |
| 2015-2016  | Maple Leafs de Toronto | LNH            | 76  | 17               | 28               | 45               | 73               | -                | -  | -                    | -                    | -                    |                      |                      |
| 2016-2017  | Maple Leafs de Toronto | LNH            | 82  | 32               | 29               | 61               | 95               | 6                | 1  | 1                    | 2                    | 8                    |                      |                      |
| 2017-2018  | Maple Leafs de Toronto | LNH            | 80  | 32               | 23               | 55               | 42               | 4                | 0  | 2                    | 2                    | 19                   |                      |                      |
| 2018-2019  | Maple Leafs de Toronto | LNH            | 73  | 16               | 28               | 44               | 43               | 2                | 1  | 1                    | 2                    | 19                   |                      |                      |
| 2019-2020  | Avalanche du Colorado  | LNH            | 51  | 19               | 17               | 36               | 97               | 15               | 9  | 9                    | 18                   | 10                   |                      |                      |
| 2020-2021  | Avalanche du Colorado  | LNH            | 56  | 11               | 21               | 32               | 34               | 2                | 0  | 1                    | 1                    | 10                   |                      |                      |
| 2021-2022  | Avalanche du Colorado  | LNH            | 71  | 28               | 59               | 87               | 71               | 16               | 7  | 8                    | 15                   | 8                    |                      |                      |
| 2022-2023  | Flames de Calgary      | LNH            | 82  | 24               | 32               | 56               | 56               | -                | -  | -                    | -                    | -                    |                      |                      |
| 2023-2024  | Flames de Calgary      | LNH            | 82  | 29               | 46               | 75               | 43               | -                | -  | -                    | -                    | -                    |                      |                      |
| Totaux LNH | Totaux LNH             | Totaux LNH     | 903 | 272              | 371              | 643              | 688              | 52               | 19 | 25                   | 44                   | 84                   |                      |                      |

### En équipe nationale
| Année | Équipe     | Compétition                 |   | PJ | B | A | Pts | Pun               |  | Résultat |
| 2010  | Canada U20 | Championnat du monde junior | 6 | 3  | 5 | 8 | 14  | Médaille d'argent |  |          |
| 2014  | Canada     | Championnat du monde        | 8 | 0  | 3 | 3 | 4   | 5e place          |  |          |

## Trophées et honneurs personnels

### Ligue nationale de hockey
- 2021-2022 : 
  - vainqueur de la coupe Stanley avec l'Avalanche du Colorado
  - participe au 66e Match des étoiles
- 2022-2023 : participe au 67e Match des étoiles